# Saint-Médard (Gers)
Saint-Médard é uma comuna francesa na região administrativa de Occitânia, no departamento de Gers. Estende-se por uma área de 17,07 km². Em 2010 a comuna tinha 337 habitantes (densidade: 19,7 hab./km²).